# Station Ogura
Station Ogura (小倉駅, Ogura-eki) is een spoorwegstation in de Japanse stad  Uji. Het wordt aangedaan door de Kioto-lijn. Het station heeft twee sporen, gelegen aan een twee zijperrons.

## Treindienst

### Kintetsu
| 1 | ■ Kioto-lijn | richting Shin-Tanabe en Yamato-Saidaiji |
| 2 | ■ Kioto-lijn | richting Takeda en Kioto                |

## Geschiedenis
Het station werd in 1928 geopend.

## Overig openbaar vervoer
Bussen van Keihan.

## Stationsomgeving
- Station JR Ogura aan de Nara-lijn
- Ujigawa-ziekenhuis
- Uji Tokushūkai-ziekenhuis
- Fabriek van Nintendo
- Bibliotheek van West-Uji
- Sunkus

Kyoto · Tōji · Jūjō · Kamitobaguchi · Takeda · Fushimi · Kintetsu Tambabashi · Momoyama-Goryō-mae · Mukaijima · Ogura · Iseda · Ōkubo · Kutsukawa · Terada · Tonoshō · Shin-Tanabe · Kōdo · Miyamaki · Kintetsu Miyazu · Komada · Shin-Hōsono · Kizugawadai · Yamadagawa · Takanohara · Heijō · Yamato-Saidaiji (>> Nara-lijn · Kashihara-lijn)